# Martin Ritt
Martin Ritt (New York, 2 marzo 1914 – Santa Monica, 8 dicembre 1990) è stato un regista, produttore cinematografico e commediografo statunitense.

## Biografia
Regista di film come La spia che venne dal freddo, si distinse per le innovazioni apportate nel racconto delle storie dedicandosi a film in cui generalmente la storia si basava su un personaggio, mettendo in risalto gli aspetti più significativi di tutto ciò che girava attorno ad esso. È morto nel 1990, a 76 anni, per una malattia cardiaca.

## Filmografia
- Nel fango della periferia (Edge of the City) (1957)
- Un urlo nella notte (No Down Payment) (1957)
- Orchidea nera (The Black Orchid) (1958)
- La lunga estate calda (The Long, Hot Summer) (1958)
- L'urlo e la furia (The Sound and the Fury) (1959)
- Jovanka e le altre (5 Branded Women) (1960)
- Paris Blues (1961)
- Le avventure di un giovane (Hemingway's Adventures of a Young Man) (1962)
- Hud il selvaggio (Hud) (1963)
- L'oltraggio (The Outrage) (1964)
- La spia che venne dal freddo (The Spy Who Came In from the Cold) (1965)
- Hombre (1967)
- La fratellanza (The Brotherhood) (1968)
- I cospiratori (The Molly Maguires) (1970)
- Per salire più in basso (The Great White Hope) (1970)
- Sounder (1972)
- Un marito per Tillie (Pete 'n' Tillie) (1972)
- Conrack (1974)
- Assassinio sul ponte (Der Richter und sein Henker)  (1975 attore)
- Il prestanome (The Front) (1976)
- Ultimo handicap (Casey's Shadow) (1978)
- Norma Rae (1979)
- Back Roads (1981)
- La foresta silenziosa (Cross Creek) (1983)
- L'amore di Murphy (Murphy's Romance) (1985)
- Pazza (Nuts) (1987)
- Lettere d'amore (Stanley & Iris) (1990)